# Exeter (New Hampshire)
Exeter ist eine Stadt im Rockingham County (New Hampshire) in den USA. Sie befindet sich bei der Mündung des Exeter River in den Squamscott River und beherbergt die renommierte Privatschule Phillips Exeter Academy. Im Jahr 2020 hatte Exeter 16.049 Einwohner.

## Wirtschaft
Exeter ist Sitz des Eishockey-Ausrüsters Bauer. 1990 verlegte der Waffenproduzent SIG Sauer, Inc. (damals SIGARMS, Inc.) seinen Sitz von Virginia nach Exeter. Der Hauptsitz des Unternehmens wurde 2014 wiederum in das nur wenige Kilometer entfernte Newington verlegt, der Standort in Exeter wurde aber als Produktionsstätte beibehalten.

## Sehenswürdigkeiten
- American Independence Museum

## Persönlichkeiten
- John Amen (1898–1960), Staatsanwalt
- Frank C. Archibald (1857–1935), Jurist und Politiker, der Vermont Attorney General war
- Dan Brown (* 1964), Schriftsteller (The Da Vinci Code)
- Matty Cardarople (* 1983), Schauspieler
- Elizabeth Jane Gardner (1837–1922), US-amerikanisch-französische Malerin
- Daniel Heartz (1928–2019), Musikwissenschaftler
- John Irving (* 1942), Schriftsteller (Garp)
- Ted King (* 1983),  Radrennfahrer
- Zoe Zimmermann (* 2002), Skirennläuferin